# Liste bedeutender Wissenschaftler

## Überblick

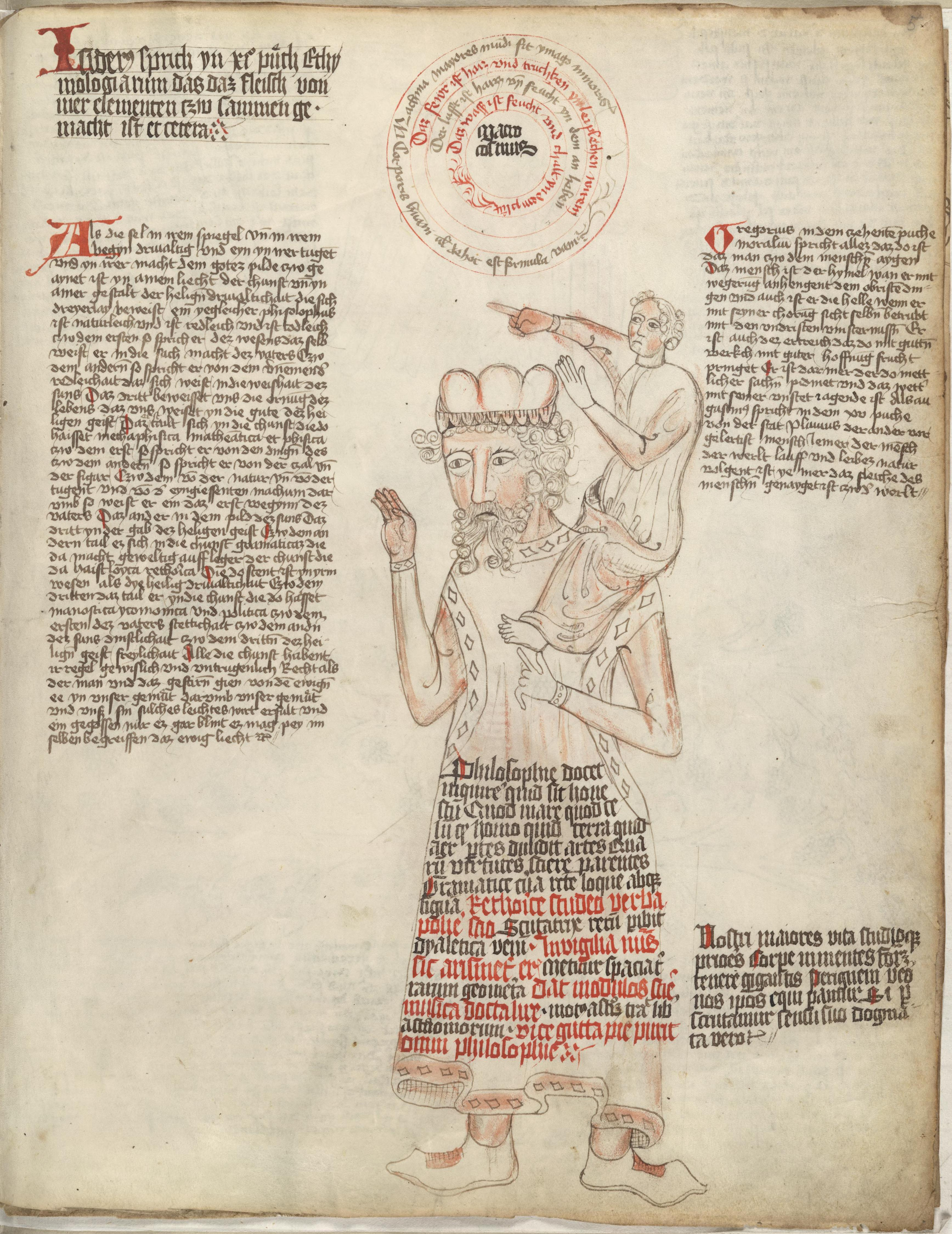
Zwerge auf den Schultern von Riesen

In den Wissenschaften  anerkannte und  bedeutende Wissenschaftler mit Artikel in der deutschsprachigen Wikipedia werden hier aufgeführt. Bedeutung wird z. B. an der Begründung einer Schule oder Theorie mit namhaften Anhängern, dem Verfassen eines epochalen Werkes und/oder der Leitung eines innerhalb der Forschung herausragenden Institutes festgemacht.

## Geisteswissenschaften
- Liste bekannter Altamerikanisten
- Liste bedeutender Altertumswissenschaftler und Archäologen
- Liste bekannter Althistoriker
- Liste bedeutender Architekten
- Liste bedeutender Architektinnen
- Liste bekannter Ägyptologen
- Liste bekannter Archäometrikern und Archäometallurgen
- Liste bekannter Bauforscher
- Liste bekannter Bioethiker
- Liste bekannter Byzantinisten
- Liste bekannter Christlicher Archäologen
- Liste bedeutender deutschsprachiger Germanisten
- Liste bekannter Diplomatiker
- Liste bekannter Epigraphiker
- Liste bekannter Ethiker
- Liste bekannter Etruskologen
- Liste bekannter Filmhistoriker
- Liste der Filmtheoretiker
- Liste bekannter Forscher zu den antiken Religionen
- Liste bekannter Forscher zur antiken Philosophie
- Liste bekannter Graeco-Arabisten
- Liste bekannter Gräzisten
- Liste bekannter griechischer Paläographen
- Liste bekannter Hethitologen
- Liste bekannter Indogermanisten
- Liste bedeutender Kirchenhistoriker
- Liste bekannter Klassischer Archäologen
- Liste bedeutender Kriminalsoziologen
- Liste bekannter Kunsthistoriker
- Liste bedeutender lateinamerikanischer Soziologen
- Liste bekannter Medienhistoriker
- Liste bekannter Medienpädagogen
- Liste bekannter Medientheoretiker
- Liste bekannter Medienwissenschaftler
- Liste bekannter Medizinhistoriker
- Liste bekannter Medizinethiker
- Liste bekannter Mittelalterarchäologen
- Liste bekannter mittellateinischer Philologen
- Liste bekannter Montanarchäologen
- Liste bekannter Mykenologen
- Liste bekannter neulateinischer Philologen
- Liste bekannter Neogräzisten
- Liste bekannter Numismatiker
- Liste bekannter Papyrologen
- Liste bedeutender Philosophen (alphabetisch)
- Liste bedeutender Philosophen (Überblickseite mit weiteren Links)
- Liste bekannter Philosophinnen
- Liste bedeutender Pädagogen
- Liste bedeutender Politologen
- Liste bedeutender Psychologen
- Liste bedeutender Psychotherapeuten
- Liste bekannter Paläoanthropologen
- Liste bekannter Patristiker
- Liste bekannter Philologen der Hebräischen Bibel
- Liste bekannter Philologen des Neuen Testaments
- Liste bekannter Phänomenologen
- Liste bekannter Prähistoriker
- Liste bekannter Provinzialrömischer Archäologen
- Liste bekannter Religionsphilosophen
- Liste bedeutender Soziologen
- Liste bekannter Sinologen
- Liste bekannter Theologen
- Liste bekannter Übersetzer aus dem Altgriechischen
- Liste bekannter Vorderasiatischer Archäologen
- Liste deutschsprachiger christlicher Theologen
- Liste Klassischer Philologen
- Liste von Ethnologen
- Liste von Paläontologen
- Liste von Unterwasser- und Schiffsarchäologen
- Liste bekannter Zeitungswissenschaftler

## Naturwissenschaften
- Liste bedeutender Apotheker
- Liste bedeutender Astronominnen
- Liste bedeutender Astronomen
- Liste bedeutender Biologen
- Liste bedeutender Chemiker
- Liste bedeutender Chemiker (alphabetisch)
- Liste bedeutender Chemiker (Kategorien)
- Liste bedeutender Chemiker (chronologisch)
- Liste bedeutender Geologen
- Liste bedeutender Geodäten
- Liste bedeutender Ingenieure
- Liste bedeutender Ingenieurinnen
- Liste bedeutender Kosmologen
- Liste bedeutender Physiker
- Liste bedeutender Physikerinnen
- Liste bedeutender Speläologen
- Liste bedeutender Zoologen
- Liste von Astrophysikern

## Formalwissenschaften
- Liste bedeutender Informatiker
- Liste bedeutender Informatikerinnen
- Liste von Logikern
- Liste bedeutender Mathematiker
- Liste bedeutender Statistiker